# Enrico Caruso
Enrico Caruso (1873-1921) là ca sĩ giọng nam cao người Ý. Ông có giọng to khỏe đến nỗi đã làm vỡ một chiếc ly thủy tinh. 
Giọng hát của ông rất được hoan nghênh tại các nhà hát lớn của Châu Âu và Châu Mỹ, xuất hiện rất nhiều vai trò từ các tiết mục của Ý và Pháp, từ nhạc trữ tình đến kịch tính. Caruso cũng đã thực hiện khoảng 260 bản ghi phát hành thương mại từ năm 1902 đến 1920. Tất cả các bản ghi này, trải dài trong hầu hết sự nghiệp sân khấu của ông, vẫn có sẵn cho đến ngày nay trên đĩa CD và dưới dạng tải xuống và phát kỹ thuật số.